# Sant Jordi de Perpinyà
Sant Jordi de Perpinyà és l'antiga capella de la noblesa rossellonesa, de la ciutat de Perpinyà, a la comarca del Rosselló, de la Catalunya del Nord.
Pertany al conjunt d'edificis a l'entorn del convent de Sant Domènec de Perpinyà, té el seu accés des de la zona dels absis de Sant Domènec. Aquesta església queda a l'est de l'església de Sant Domènec, paral·lela a la capella i sala capitular de Santa Maria.

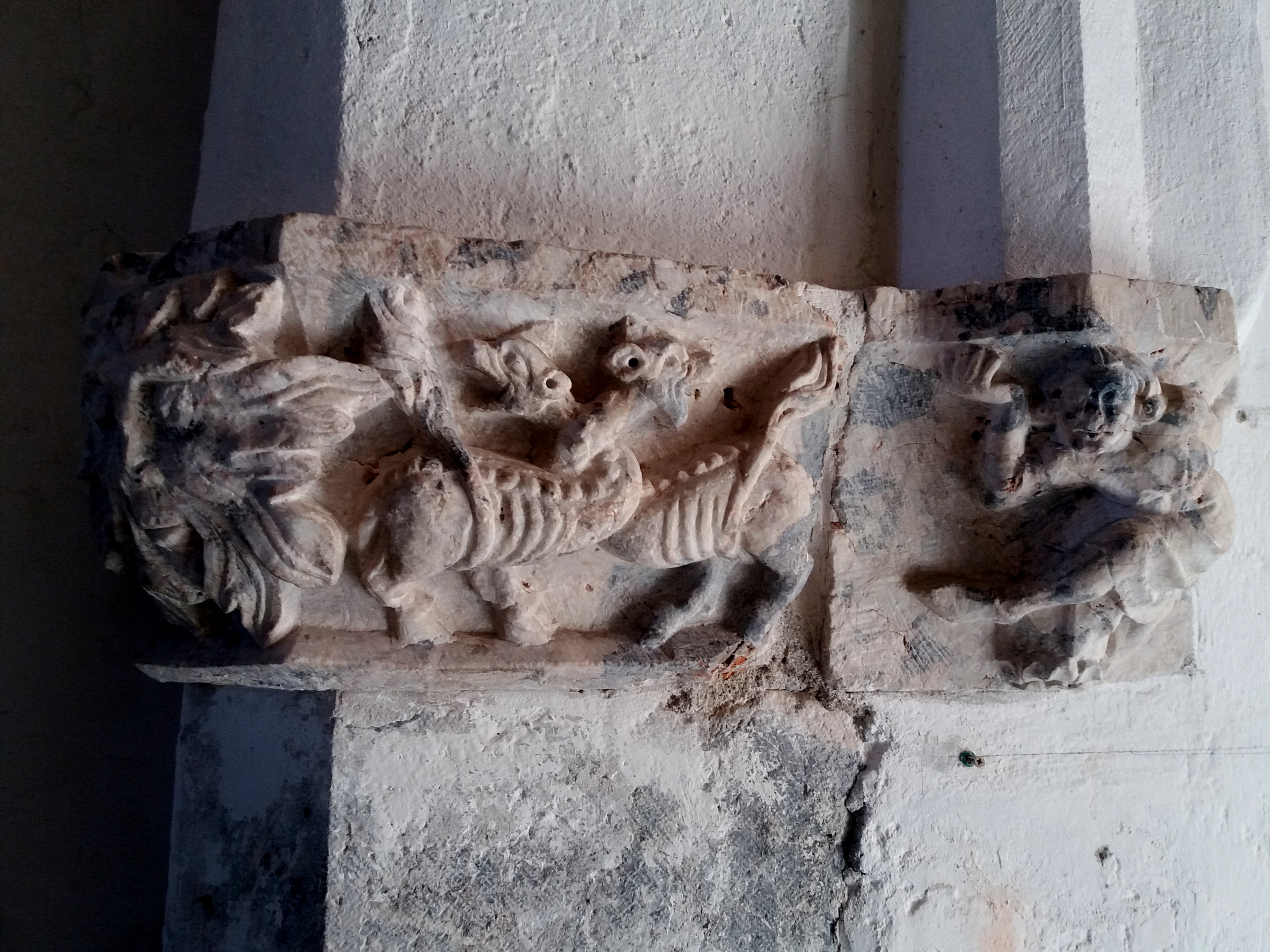
Capitells septentrionals

En l'actualitat és un edifici propietat de la municipalitat de Perpinyà, fins fa pocs anys pertanyent a una caserna militar, que està pendent d'una rehabilitació integral, que no es preveu abans d'uns cinc anys. L'interior està dividit en diverses plantes, fruit del fet d'haver estat seu d'una caserna.
La construcció d'aquesta església és de tradició gòtica, dins d'un ús de les formes gòtiques clarament arcaïzants, tot i que en molts detalls, com el dels dos capitells esculpits de l'absis, es fa palesa la presència del renaixement, tot i ser una obra del segle xvi.